# M109
M109 Howitzer je ameriška 155mm samovozna havbica iz 1960ih. 

## Verzije
- M109A1 - šestčlanska posadka, top M126 155 mm
- M109A2/A3 -  top M185 155 mm
- M109A4 - top M185 155 mm
- M109A5 - top  M284 155 mm
- M109A6 Paladin - štiričlanska posadka
- K55/K55A1
- M109A7 - zadnja verzija

Poleg ZDA jo uporablja okrog 35 držav po svetu.
Prva bojna uporaba je bila v Vietnamu, kasneje v Jomkipurski vojni (1973), Libanonski vojni (1982), Iraško-Iranski vojni (1980eta) in v Zalivski vojni (1991).